# Zosperamerus virgatus
Zosperamerus virgatus är en insektsart som beskrevs av Roberts 1973. Zosperamerus virgatus ingår i släktet Zosperamerus och familjen gräshoppor. Inga underarter finns listade i Catalogue of Life.